# Фосагро
«Фо̀са́гро» — российский химический холдинг. Полное наименование — Публичное акционерное общество «ФосАгро». Штаб-квартира — в Москве. Основатель и владелец российский миллиардер Андрей Гурьев.

## История
Формирование холдинга было начато в 2001 году на базе одноимённой ассоциации потребителей апатитового концентрата; создателем выступала Group Menatep, на тот момент контролировавшаяся Михаилом Ходорковским.
До начала 2005 года 50 % акций холдинга принадлежало Group Menatep. В ходе распродажи активов Group Menatep, связанной с «делом ЮКОСа», этот пакет был продан менеджменту «Фосагро». К дочернему предприятию группы — ОАО «Апатит» — в ходе «дела ЮКОСа» были предъявлены серьёзные налоговые претензии, аналогичные претензиям к «ЮКОСу», но после личного обращения руководства «Фосагро» к председателю правительства России Михаилу Фрадкову в октябре 2005 счета «Апатита» были разблокированы, а рассмотрение дела затянулось на 8 лет, до 2012 года. «Апатит» полностью оспорил всю сумму претензий (порядка 17 млрд руб.). Более того, после этих судебных решений в конце 2012 года налоговые органы добровольно выплатили предприятию рекордную для России компенсацию в сумме свыше 320 млн руб.
Урегулировав крупные судебные споры (кроме споров с налоговыми органами, у предприятия был судебный спор с государством по поводу возврата акций ОАО «Апатит» (также в рамках дела ЮКОСа) и споры с потребителями продукции о ценах на апатитовый концентрат — все эти споры были проиграны), компания в середине июля 2011 года провела IPO на Лондонской фондовой бирже, в ходе которого было продано 10,3 % акций, принадлежавших основному владельцу «ФосАгро» Андрею Гурьеву. Сумма размещения составила 535 млн $, совокупная оценка компании по итогам размещения — 5,2 млрд $.
В октябре 2012 года «ФосАгро» ввела в эксплуатацию комплекс по производству карбамида и газотурбинную электростанцию (ГТЭС) на своей площадке в Череповце Вологодской области.
С 2013 по 2017 годы компания провела два вторичных публичных размещения (SPO). В 2013 году инвесторам было предложено 9 % акций, принадлежащих семье Гурьевых. В 2017 году на бирже было продано ещё 4,5 % уставного капитала «ФосАгро» По итогам второго SPO значительную часть размещаемых акций выкупил консорциум структур РФПИ и азиатских партнеров фонда.

## Собственники
Акционерная структура компании по состоянию на 2022 год
- «Adorabella Limited» (Кипр) — 24,85 %;
- «Chlodwig Enterprises Limited» (Кипр) — 18,81 %[10];
- Татьяна Литвиненко — 20,6% (получены от супруга Владимира Литвиненко в мае 2022 года, после внесения его в санкционный список США)[11][12][13].
- Евгения Гурьева — 4,82 %[уточнить];
- В свободном обращении — 30,55 %.

Adorabella Limited и «Chlodwig Enterprises Limited — акции Евгении Гурьевой, переданные в трасты, экономическими бенефициарами которых являются Андрей Гурьев и члены его семьи.

## Руководство
- Председатель совета директоров ПАО «Фосагро» — Виктор Черепов.
- Генеральный директор ПАО «Фосагро» — Александр Гильгенберг.

### Руководители компании в разные годы
- 2002-2005 — Антошин Игорь Дмитриевич
- 2005-2006 — ?
- 2006-2009 — Антошин Игорь Дмитриевич
- 2009-2013 — Волков Максим Викторович
- 2013-2022 — Гурьев Андрей Андреевич
- 2022-2025 — Рыбников Михаил Константинович[15]
- С июля 2025 — Гильгенберг Александр Александрович[16]

## Деятельность
Группа «Фосагро» является одним из лидеров в мире по объемам выпуска фосфорсодержащих минеральных удобрений и высокосортного апатитового концентрата с содержанием P2O5 (39 %), крупнейшим европейским производителем фосфорсодержащих удобрений (по суммарному объему мощностей производства) и одним из ведущих мировых производителей аммофоса и диаммонийфосфата. Холдинг представляет собой крупную вертикально-интегрированную структуру с полным циклом производства фосфорсодержащих минеральных удобрений от добычи фосфатного сырья до конечных продуктов (удобрения, кормовые фосфаты, фосфорная кислота). Основная продукция компании, включая фосфатное сырье, более 50 марок удобрений, кормовые фосфаты, аммиак и триполифосфат натрия, используются потребителями из 102 стран мира. Основные рынками сбыта продукции, помимо России и стран СНГ, являются страны Латинской Америки, Европы и Азии.
В состав холдинга входят:
- АО «Апатит» (Кировск, Мурманская область) — крупнейший в мире производитель высокосортного (с содержанием P2O5 39 %) фосфатного сырья — апатитового концентрата;
- АО «Апатит» (Череповец, Вологодская область) — производитель фосфорсодержащих минеральных удобрений, фосфорной и серной кислот, фторида алюминия, аммиака, карбамида, аммиачной селитры и удобрений на её основе;
- Балаковский филиал АО «Апатит» — один из крупнейших в Европе производителей кормовых фосфатов и фосфорсодержащих удобрений;
- АО «ФосАгро-Транс» (Череповец) — транспортно-экспедиторская компания холдинга;
- ООО «ФосАгро-Регион» (Москва) — управляющая компания сетью региональных сбытовых предприятий холдинга;
- АО «Научно-исследовательский институт по удобрениям и инсектофунгицидам имени профессора Я. В. Самойлова» (Череповец) — институт, специализирующийся на исследованиях в области технологий переработки фосфатного сырья и производства фосфорной и серной кислот, фосфор- и азотсодержащих минеральных удобрений; ведущий в России институт по стандартизации и сертификации минеральных удобрений, серной и фосфорной кислот и сопутствующих продуктов, метрологического обеспечения производств;
- Волховский филиал АО «Апатит»  — производитель большого спектра минеральных удобрений; единственный в России производитель триполифосфата натрия.

## Показатели деятельности
Выручка Фосагро за 2019 год выросла на 6,3 % к уровню 2018 года и составила 248,1 млрд рублей (3,8 млрд долларов США) благодаря росту объемов реализации конечной продукции. В 2019 году предприятия Фосагро произвели рекордный объем минеральных удобрений и кормовых фосфатов — более 9,5 млн тонн (рост 6,1 % к 2018 году). Производство апатитового и нефелинового концентратов в 2019 году выросло на 5,8 % и достигло рекордного рубежа в 11,7 млн тонн.
В 2019 году поставки на российский рынок и в страны СНГ составили более 3-х млн тонн, увеличившись на 10,5 % и 65 % соответственно. По данным Российской ассоциации производителей удобрений, 35 % всех минеральных удобрений, приобретенных российскими аграриями, произведены компанией «Фосагро».
Производитель удобрений «Фосагро» по итогам 2022 года увеличил чистую прибыль по международным стандартам финансовой отчетности (МСФО) на 42%, до 184,7 млрд рублей. Скорректированная чистая прибыль выросла на 39,7%, до 182,3 млрд рублей . Рост производства составил 5%.
С 2013 по 2023 год «Фосагро» инвестировала в собственное развитие более 390 миллиардов рублей, что позволило увеличить объемы выпуска основной продукции на 80% – с 6,1 миллиона тонн в 2013 году до 11,1 миллиона тонн в 2022 году.
Рейтинговое агентство «Эксперт РА» присвоило в 2023 году ПАО «Фосагро» рейтинговую оценку ruAAA со стабильным прогнозом, в 2024 году рейтинг был подтверждён.
Рейтинговое агентство АКРА в 2023 году присвоило компании рейтинговую оценку AAА(RU) со стабильным прогнозом, в 2024 и 2025 годах рейтинг был подтверждён.